# John Tipper
Anthony John Tipper (* 16. September 1944 in Buckingham) ist ein ehemaliger britischer Eisschnellläufer.

## Werdegang
Tipper startete international erstmals in der Saison 1966/67. Dabei belegte er bei der Mehrkampf-Weltmeisterschaft 1967 in Oslo den 27. Platz im Großen Vierkampf. In der Saison 1967/68 erreichte er mehrere Podestplatzierungen bei internationalen Rennen und kam bei der Mehrkampfeuropameisterschaft 1968 in Oslo auf den 20. Rang im Großen Vierkampf. Beim Saisonhöhepunkt, den Olympischen Winterspielen 1968 in Grenoble, belegte er den 28. Platz über 1500 m und den 19. Rang über 500 m. In den folgenden Jahren lief er bei der Mehrkampfeuropameisterschaft 1970 in Innsbruck erneut auf den 20. Platz, bei der Mehrkampfeuropameisterschaft 1971 in Heerenveen auf den 25. Rang im Großen Vierkampf und bei der Sprintweltmeisterschaft 1971 in Inzell auf den 29. Platz. Letztmals international startete er bei der Sprintweltmeisterschaft 1972 in Eskilstuna, wo er den 25. Platz errang.

## Erfolge

### Olympische Spiele
- 1968 Grenoble: 19. Platz 500 m, 28. Platz 1500 m

### Mehrkampf-Weltmeisterschaften
- 1967 Oslo: 27. Platz Großer Vierkampf

### Sprint-Weltmeisterschaften
- 1971 Inzell: 29. Platz Sprint-Mehrkampf
- 1972 Eskilstuna: 25. Platz Sprint-Mehrkampf

### Mehrkampf-Europameisterschaften
- 1968 Oslo: 20. Platz Großer Vierkampf
- 1970 Innsbruck: 20. Platz Großer Vierkampf
- 1971 Heerenveen: 25. Platz Großer Vierkampf

## Persönliche Bestleistungen
| Disziplin | Zeit       | Datum             | Ort                  |
| --------- | ---------- | ----------------- | -------------------- |
| 500 m     | 40,53 s    | 16. Januar 1972   | Madonna di Campiglio |
| 1000 m    | 1:22,8 min | 7. Januar 1972    | Davos                |
| 1500 m    | 2:08,4 min | 27. Januar 1970   | Cortina d’Ampezzo    |
| 3000 m    | 4:42,9 min | 16. Dezember 1967 | Cortina d’Ampezzo    |
| 5000 m    | 8:09,1 min | 11. Januar 1970   | Cortina d’Ampezzo    |